# سينما

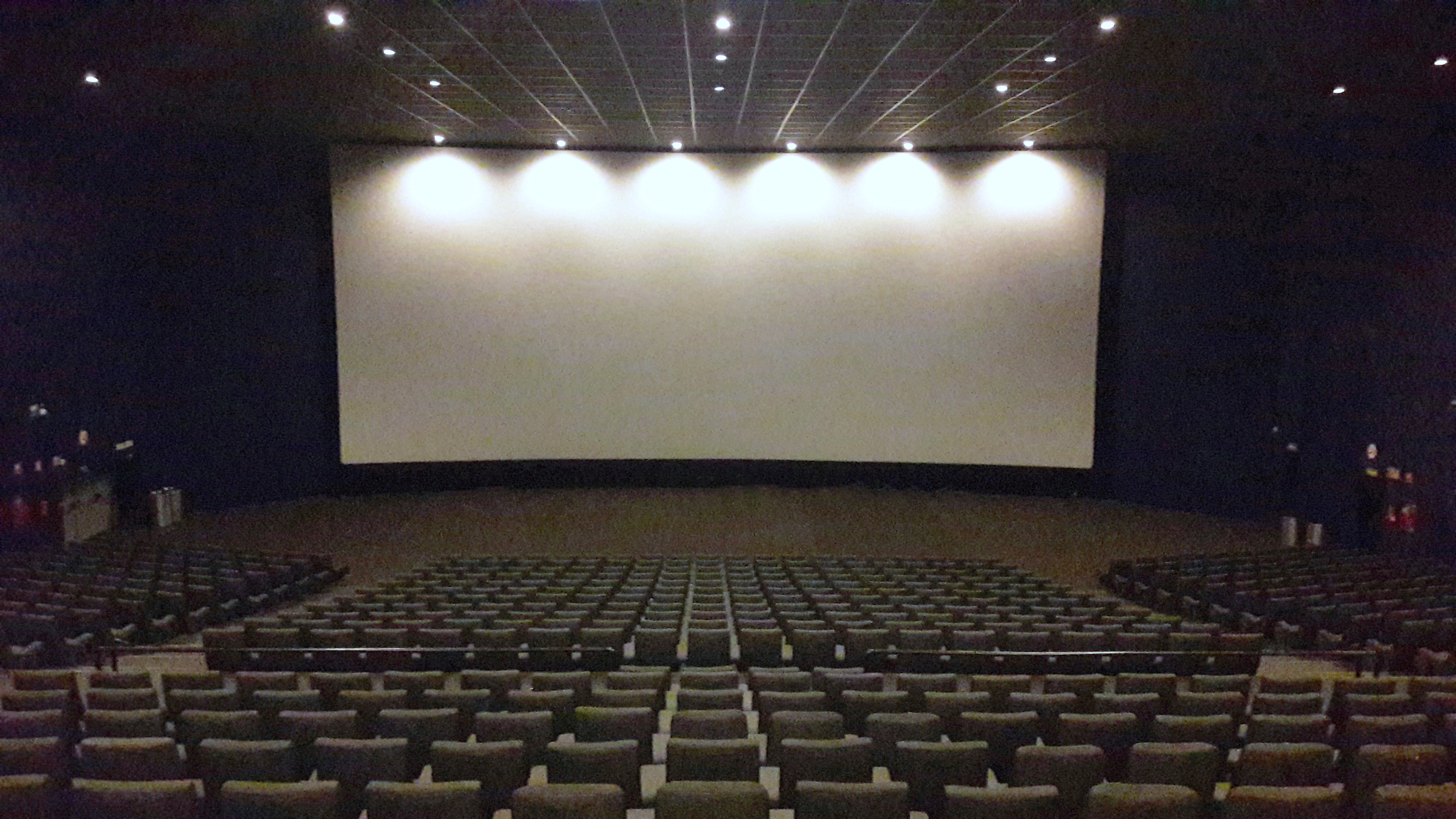
قاعة سنما حديثة في مدريد بإسبانيا.

مسرح أفلام (بالإنجليزية الأمريكية: Movie theater) أو سنما (بالإنجليزية البريطانية: cinema)، أو السِّنَمَا أو السِّنِمَا أو قاعة السِّنِمَا (بالإنجليزية الهندية: cinema hall) أو (السيما) ويُعرف أيضا باسم بيت الصور أو مسرح الصور. هو صناعة التصوير المتحرك وعرضه للجمهور عبر شاشات كبيرة في دور العرض، أو على شاشات أصغر (التلفاز والحواسيب والهواتف الذكية).
يعدّ الفن السينمائي وتوابعه، من إخراج وتمثيل، واحداً من أكثر أنواع الفن شعبية، ويسميه البعض الفن السابع مشيرين بذلك لفن استخدام الصوت والصورة سوية من أجل إعادة بناء الأحداث على شريط خلوي.
هناك أنواع من الفن السينمائي، فمنها ما هو أقرب للمسرح، ويشمل أفلام الحركة والدراما وغيرها من الأفلام التي تصور أحداثاً خيالية، أو تعيد أحداثاً حدثت بالفعل في الماضي، تعيدها عن طريق التقليد بأشخاص مختلفين وظروف مصطنعة.
بالإضافة إلى الفن السينمائي الوثائقي، الذي يحاول إيصال حقائق ووقائع تحدث بالفعل بشكل يهدف إلى جذب المشاهد، أو إيصال فكرة أو معلومة بشكل واضح وسلس أو مثير للإعجاب.

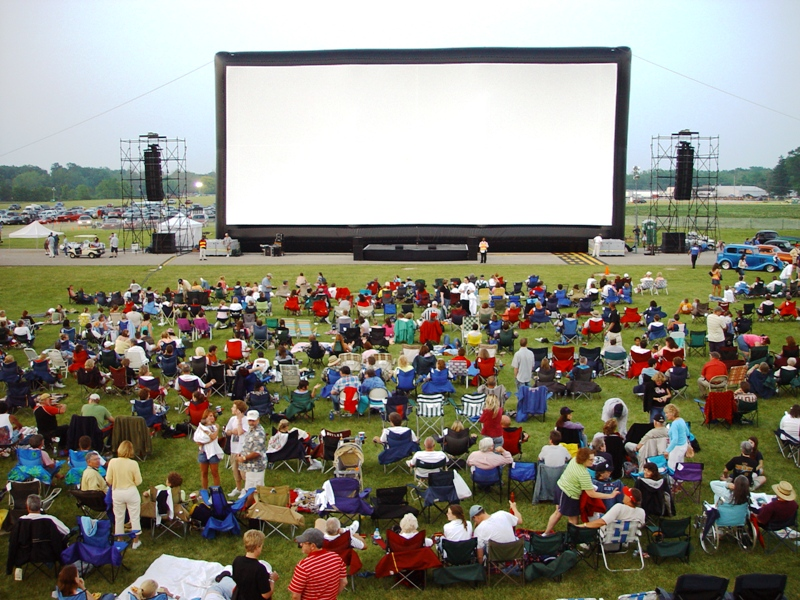
شاشة سنمائية عملاقة في الهواء الطلق

## تاريخ السينما

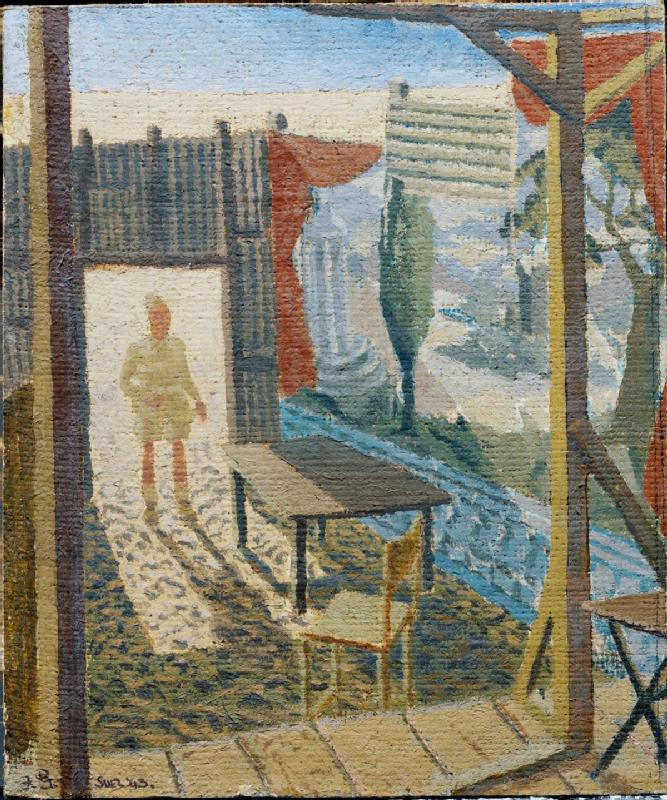
عسكري إنجليزي وسنما مؤقتة شيدت في صحراء السويس.

انطلقت البداية الأولى للسينما على أساس اختراع التصوير الضوئي؛ وإن كان ابن الهيثم هو المؤسس الأول لمبادئ علم البصريات فان ليوناردو دافنشي هو واضع مبادئ علم البصريات الحديث، ويأتينا تعريف هذا الفنان في معجم الفن السنمائي:
عبقري إيطاليا العظيم وفنانها، ولد بمدينة فنسي بالقرب من فلورنسا عام 1452م، وتوفي بفرنسا في 2 مايو 1519م ومن بين أهم أعماله العديدة دراساته في مبادئ البصريّات والغرفة المظلمة، وابتكاره لطريقة عمل الرسوم أو الصور، ثم إمكانية عرضها بعد ذلك، كانت هذه الطريقة هي الأساس الذي قامت عليه صناعة التصوير الفوتوغرافي وفن التصوير السنمائي.
ومن ثم، كان يستلزم الصورة الضوئية الأولى التي صنعها «نيسفور نيبسى» حوالي سنة (1823م) ثبات المصوَّرْ مدة أربع عشرة ساعة، وانخفضت هذه المدة حتى حوالي النصف ساعة في عام (1839م) على يد «مانده داكير»، ثم وصلت إلى عشرين دقيقة سنة (1840م)، ثم وفي سنة (1851م) ظهرت تقنية «الكليشة» (النسخة) التي تمكن في سحب كمية من الصور الإيجابية على الورق، ووصل زمن اللقطة (الثبات) إلى بضع ثواني لتظهر مهنة المصور الضوئي.
وبالمقابل فإن خاصية الثبات الشبكي والتي لاحظها القدماء، وهي نقطة الضعف في النظر البشري حيث أن الصورة التي ترتسم على الشبكية لا تزول فوراً، مما يتيح تحول بقعة مضيئة متحركة في نظرنا إلى خط مضيئ مستمر؛ هذه الظاهرة تمت دراستها في القرنين السابع عشر والثامن عشر على يد «نيوتن» و«الفارس دراسي»؛ ومن ثم قام «بيتر مارك روجيه» وهو إنكليزي ذو أصل سويسري بتجارب توصِلْ إلى السنما، ثم وفي عام (1830م) قام فيزيائي بريطاني تطبيقاً لأبحاثه ببناء «عجلة فاراداي» كما تمّت تجارب على يد «جون هرشل» وكذلك «فيتون» والدكتور «باريس» حول الآلات التي تعطي رسوماً متحركة إلى أن اخترع سنة (1832م) وفي وقت واحد كل من الفيزيائي البلجيكي الشاب «جوزيف بلاتو» والأستاذ النمساوي «ستامبفر» آلات اعتمدت أساساً على «عجلة فارادي» وصور جهاز «الصور الدوارة»، وقد تجاوز «بلاتو» منافسه في النتائج التي حصل عليها من تركيب آلة «الحركة الوهميّة» التي طرحت منذ عام 1833 مبادئ السنما ذاتها.
ثم أعطى الإنجليزي «هورنر» سنة (1834م) هذه الاختراعات التي انتشرت كلعب، أعطاها شكلاً جديداً في آلته «الحديقة المتحركة» المؤلفة من شريط من الصور ملصق على ورق مقوّى مما بشّر قديماً بولادة الفيلم؛ ثم ودون استخدام التصوير الضوئي – باستخدام الرسوم فقط - قدّم الجنرال النمساوي «فون أوكاتيوس» على الشاشة سنة (1853م) صورة حية باستخدام هذه الآلات بعد جمعها مع الفانوس السحري الذي وصفه منذ القرن السابع عشر «كير شير اليسوعي». من ثم ولإثبات صحة رأي الملياردير الأمريكي «لولاند ستانفورد» حول رهان دخل فيه يتعلق بأشكال وأوضاع الحصان أثناء العدو، أنفق هذا المليادير ثروة طائلة لكي يتسنى للإنكليزي «مايبريدج» أن يصمم جهازاً يستخدم أربعاً وعشرين حجرة سوداء يجلس في كل منها رجل يجهز صفيحة تصوير ليعبئ آلة التصوير الضوئي، ثم تندفع الخيول في الحلبة مصورة ذاتها بمجرد قطعها للخيوط الموضوعة في طريقها والمتصلة بآلات التصوير الأربع والعشرين وقد استلزم إحكام هذا الجهاز منذ (1872م) وحتى (1878م) حيث نشرت في كل مكان هذه الصور الضوئية المأخوذة في كاليفورلنيا فأثارت حماسة الباحثين العلميين وسخط الفنانين المحافظين الذين ظهرت أخطاء رسمهم للأحصنة أثناء العدو فزعموا أن التصوير الضوئي ذو رؤية خاطئة...

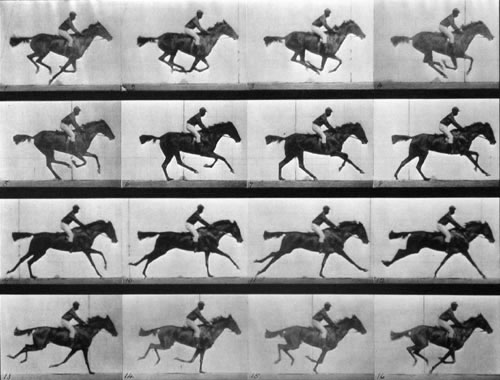
صور الحصان أثناء العدو
صورة تعود لـ Zoopraxiscope

تجارب «مايبريدج»
بعد سفر «مايبريدج» إلى أوروبا سنة 1882م قرر العالم الفرنسي «ماراي» استعمال التصوير الضوئي في تجاربه الحركية وقد سهل مهمته ظهور الصفائح المصنوعة من «الهلام والبرومور Gelatino – Bromure» في الأسواق مما سمح بالحصول على صور فورية بمستحضرات مهيأة مسبقاً يمكن حفظها سنين عديدة؛ فأوجد «ماراي» «البندقيّة المصوّرة» وأكمل صنع «المسدس المصوّر» الذي أوجده الفلكي «جانسن» سنة 1876، ثم تابع تجاربه بواسطة «المصوّرة الزمنية ذات الصفيحة الثابتة» التي أصبحت «المصوّرة الزمنية ذات الصفيحة المتحركة» وذلك بتكيف «ويشيعة Bobime» فيلم «كوداك» المطروح في الأسواق، وفي تشرين الأول 1888 قدم العالم «ماراي» إلى أكاديمية العلوم في باريس المناظر الأولى المأخوذة بالأفلام محققاً بذلك عملياً «المصورة (الكاميرا) Camera» والتصوير الحديث.
ثم صنع «رينود Reynaud» سنة 1888م «مسرحاً ضوئياً» معتمداً على الأفلام المثقوبة، حيث استطاع أن يعرض ومنذ سنة 1892م ولمدة حوالي عشرة أعوام في متحف «غريفان» (متحف الشمع) في «باريس» حفلات طويلة عرضت فيها أمام الجمهور على الشاشة أفلام ملونة من الصور الحية وكانت تدوم الأشرطة من عشر دقائق إلى خمس عشر دقيقة.
وفي الوقت ذاته كان «أديسون» ينقل السنما إلى مرحلتها الحاسمة وذلك باختراعه الفيلم الحديث قياس 35 ملم ذو الأزواج الثقوبية الأربعة في الصورة، وحاول دمج التصوير الحي بـ«الحاكي Phonographe» لكنه فشل، ثم أدخل الإنكليزي «ديكسون» وبإرشادات «أديسون» تحسين أساسي وهو ثقب الأفلام واستعمال أفلام «السلويد Celluloid» بطول 50 قدماً التي صنعت خصيصاً من قبل معامل الإنتاج الفوتوغرافي «ايستمان كوداك»، وقد وضع «أديسون» في السوق التجارية سنة 1894م آلات «صندوق المنظارّ المتحرك Kinetoscopes» وهي آلات ذات نظارات وعلب كبيرة تحوي على أفلام مثقوبة بطول 50 قدم؛ فتعددت سنة 1895م حفلات العرض الأولى التي قام بها مخترعون قاموا بعرض النسخة الإيجابية للفيلم المصور عن طريق هذه الآلة بعرضه بجهاز فانوس سحري مزود بآلية حركة مما أدى إلى مناقشات لا نهاية لها عن اختراع السنما.

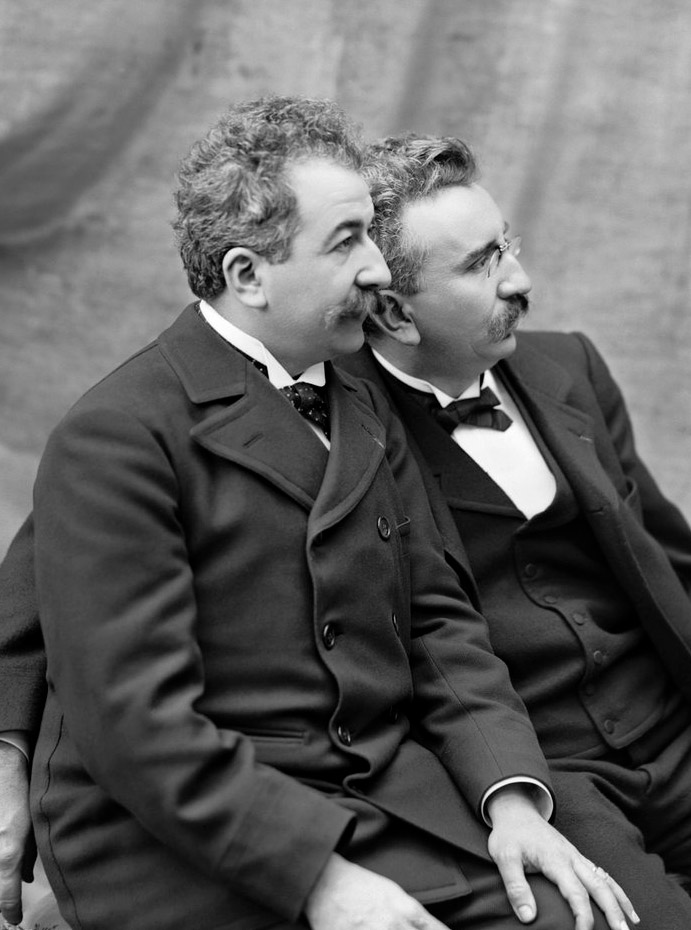
الأخوين لوميير والمعتبرين في فرنسا مخترعا السنما

وأما النجاح الكبير فقد كان حليف «سنما توغرافية» لـ«لويس لوميير» بدءاً من 28 كانون الأول 1895 في «المقهى الكبير» شارع «الكبوشيين» في «باريس» الذي شرع (لوميير) ومنذ وصول «صناديق المنظار المتحرّك» في تجاربه سنة 1894م فأوجد المصورة الزمنية مستعملاً في تحريكها الأسطوانة اللامحورية التي اخترعها «هورنبلور» وفيلماً خاماً مصنوعاً في «ليون» بحجم أفلام «أديسون»؛ وبعد عدة بيانات عامة صنع «لوميير» بدءاً من آذار 1895 جهازاً أسماه «السنما توغراف» ومنه اشتقت كلمة «سنما» وهو جهاز يجمع بين الغرفة السوداء والمنوار والسحّـابة للصور الإيجابية، وقد صنع في المعامل التي يديرها «كاربنتييه» ليحقق «لوميير» بذلك آلة تفوقت على مثيلاتها، وبكمالها التقني وجدّة موضوعات أفلامها حققت انتصاراً عالمياً.
وفي أواخر سنة 1896م خرجت السنما نهائياً من حيز المخابر وتعددت الآلات المسجلة مثل آلات: «لوميير»، «ميلييس»، «باتيه» و«غومونت» في «فرنسا»، و«أديسون» و«البيوغراف» في «الولايات المتحدة» وأمّا في «لندن» فقد أرسى «ويليام بول» قواعد الصناعة السنما توغرافية حتى صار ألوف الناس يزدحمون كل مساء في قاعات السنما المظلمة.

### نطق السينما
بتاريخ 6 تشرين الأول 1927م عرض أول فيلم ناطق مغني الجاز من إنتاج شركة «وارنر Warner» ظهر فيه «آل جولسون AL jolson»، وذلك بواسطة جهاز «الفيتافون Vitaphone» الذي يسمح بتسجيل صوت الممثل على أسطوانة من الشمع تدار مع جهاز العرض السنمائي بطريقة ميكانيكية مطابقة للصورة، وهو جهاز يعتمد على اختراع «هبورث Hepworth».

### دخول الألوان إلى السينما
رغم المحاولات الأولى بالتلوين اليدوي بالفرشاة أو بالريشة للنسخ السالبة الأصلية والتي أعطت نتائج غير مرضية لم تنتج تلوينًا معقولًا للفيلم السنمائي إلا على يد المصور الضوئي الإنكليزي «ج.أ. سميث» وذلك باختراعه لـ«كينما كولور (ثنائية اللون، بيكروم)» عام 1907م وذلك بإتباع مبادئ التلوين الثلاثي، ثم حلت مكان هذه الطريقة طريقة «غومون» ثلاثية الألوان 1911 المستوحاة من أبحاث «دوكوس دوهوران»، واستكمل هذا الأسلوب في 1919 عن طريق تسجيل ثلاث صور متزامنة بواسطة ثلاث عدسات متراكبة تزود كل منها بشريط خام اصطفائي خاص بكل عدسة ليظهر على كل شريط صور بالأبيض والأسود يلون أحدها بالأحمر والآخر بالأزرق والثالث بالأخضر وذلك عن طريق عبورها على سطح معترض عند العرض، وبتطبيق الثلاث فوق بعضها يُعاد ظهور الألوان الأصلية.
ومن ثم اقتضى الأمر حتى عام (1925م) لتسمح وسائل الـ «تكنيكولور» (د. هربيرت ت. كالموس، (1917م – 1919م) و«كيلر - دوريان» (إجازات بيرثون وكيلر – دوريان 1908م) بإنتاج أفلام بالألوان على المستوى التجاري.

## مصطلح الفن السابع

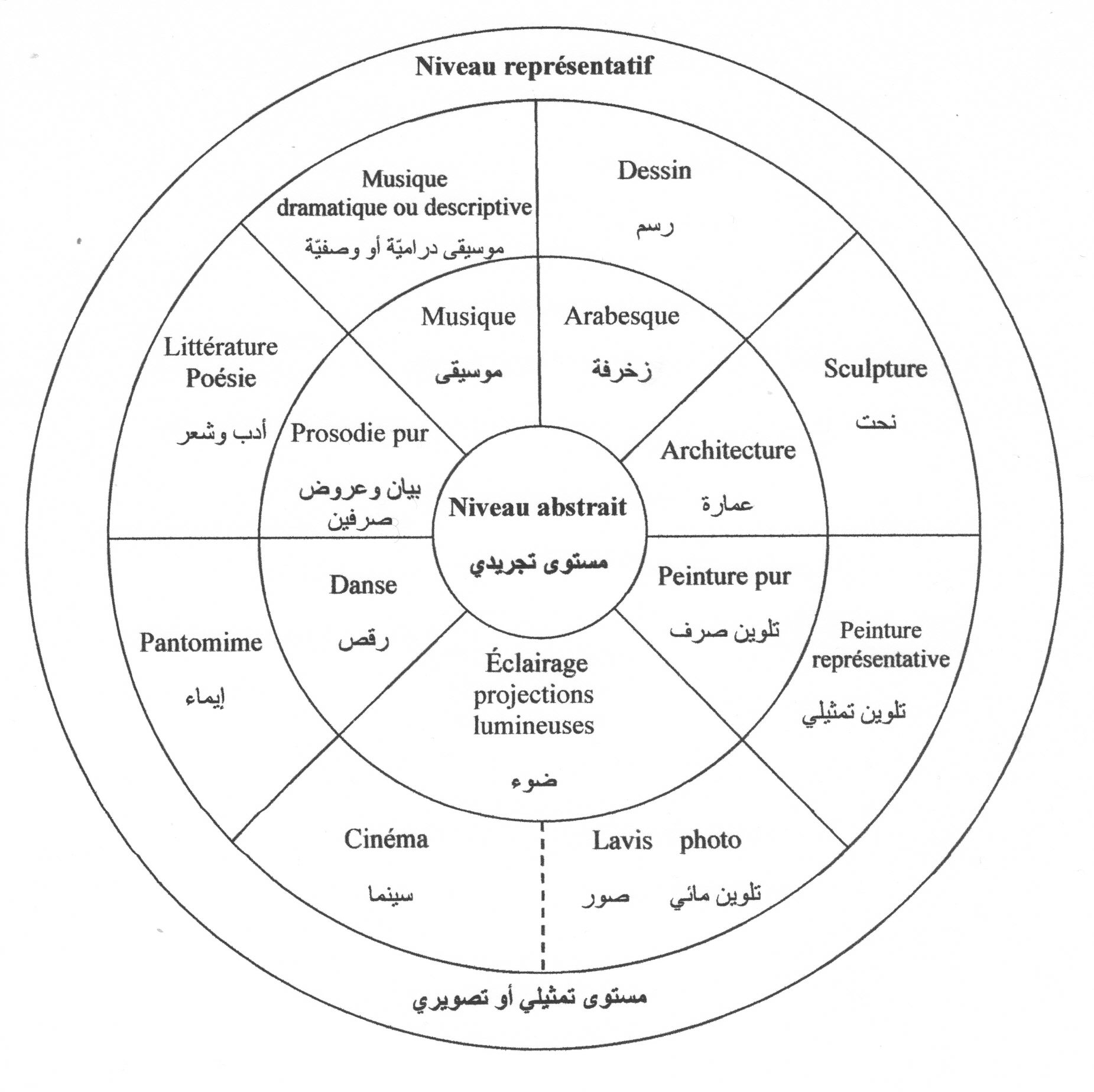
الجدول العام لمنظومة الفنون الجميلة حسب تصوّر "إيتيان سوريو"وأما

حول كون السينما هي الفن السابع يأتينا تصنيف «أيتين سوريو» للفنون والذي قسّم الفنون إلى الفنون السبعة وقدّم السنما كفن سابع -والمنطلقة من إحدى الخواص الحسّيّة السبعة وهي الإضاءة- في شرحه لقطاعات جدوله الشكل (المقابل) بدرجتيه الأولى والثانية:
{… تأتي بعدئذ الثنائية التي تتخذ الإضاءة المتدرجة وسيلة نوعية لها. وهي في الدرجة الأولى فن استثمار هذه الإضاءة استثماراً حسيّـاً مع حسن تنسيقها…وهو –في درجته الثانية– يُنتج جميع الفنون التي تستخدم الإضاءة المتدرجة كأداة أولية لها: كما في التصوير المائي والكامايو والنقش أيضاً في بعض الوجوه فضلاً عن التصوير الشمسي… ولقد أفردنا أخيراً مكاناً خاصاً لفن السنما في هذا الحقل من جدولنا نظراً لما يتمتع به من منزلة مرموقة. فهو من ناحية أولى ينتفع بالإضاءة المتدرجة للتصوير الشمسي كوسيلة بدائية (إذا اقتصرنا على كل صورة من صوره، وهذه الإضاءة أخذت منذ بضع سنوات تمتد شيئاً فشيئاً إلى نطاق الألوان). وهو من ناحية ثانية يستخدم الحركة أيضاً كالفنون الواردة في القطاع التالي. ونحن نعتبره فناً مركباً بكل معنى الكلمة (شأنه في ذلك شأن المسرح…). وكان من الخير أن نخصّه بمكان على حدة داخل جدولنا بسبب أهميته الطبوغرافية –إن صحّ القول– التي تجعله أشبه بالمحور الفاصل بين منطقة السكون والحركة.}
وفي «معجم الفن السنمائي» يُعرّف الفن السابع:
{الفن السابع - Senrnth art - Septieme art
اسم للفن السنمائي، وكان أول من أطلقه عليه هو الناقد الفرنسي (الإيطالي الأصل) ريتشيوتو كانودو Ricciotto Canudo… وقد سمى كانودو السنما بالفن السابع على حدّ تعبيره إذ يقول:«… لأن العمارة والموسيقى، وهما أعظم الفنون، مع مكملاتهما من فنون الرسم والنحت والشعر والرقص، قد كوّنوا حتى الآن الكورال سداسي الإيقاع، للحلم الجمالي على مرّ العصور» ويرى كانودو أن السنما تجمل وتضم وتجمع تلك الفنون الستّة، وأنها الفن التشكيلي في حركة، فيها من طبيعة «الفنون التشكيليّة» ومن طبيعة «الفنون الإيقاعيّة» في نفس الوقت، ولذلك فهي «الفن السابع».}

## السينما وجمع الفنون
بعد اختراعها، تحول مكان تعاون وجمع الفنون (الفنون السبعة) من المسرح إلى السنما، وخصوصاً بعد تحولها إلى سنما ناطقة؛ ومن ثم ملونة ويظهر هذا في قول «د. ثروت عكاشة»: {اليوم تتصدر السنما لتجمع بين الفنون جميعاً محققة العمل الفني المتسق الشامل…(وبعد تحولها إلى ناطقة)… بدأت السنما خطواتها الجبارة في تجميع الفنون المرئية والمسموعة، وأخذت تقدم المسرح والموسيقى والفنون التشكيلية كلها في عمل واحد رائع التناسق، وأصبحت السنما وسيلة إلى بلوغ الكمال لجميع الفنون، كما حطّمت حواجز الزمان والمكان حاملة أروع الأعمال الفنية بين ربوع العالم بما لا يستطيعه فن الباليه ولا الأوبرا.}

## مراحل صناعة السينما
الاكتشاف التقني والتطور الهائل الذي حدث بعد اكتشاف التصوير الضوئي ومن ثم اختراع جهاز أديسون للعرض السنمائي واختراع الأخوين (لوميير) سنة 1895.
ظهور رواد صناعة السنما الذين أسسوا لظهور المونتاج (التدبيق)\(التركيب الفلمي) فيما بعد والذي فسح بدوره المجال لتصوير أفلام طويلة بالإضافة إلى تبني شركات كبيرة مثل مترو غولدوين ماير وبارامونت ويونايتد ارتيست لتلك النوعية من الأفلام.
تحول صناعة السنما إلى فن خاصة بعد أفلام شارلي شابلن التي ما تزال تعدّ من أهم الأفلام التي أنتجت وصورت في ذلك الوقت كما أن ظهور مخرجين مميزين كغريفيث وسيسيل دوميل زاد من أهمية تلك المرحلة.
أما النقد السنمائي فقد ظهرت بداياته خلال فترة الحرب العالمية الأولى عندما قدمه المخرج الفرنسي دوللوك كما قدم اتجاهاً فرنسياً انطباعياً للأفلام السنمائية في ذلك الوقت والذي عارض بدوره الاتجاه التعبيري الذي قدمته السنما الدانمركية والألمانية.
هذا وقد أعلن لينين بعد عام 1920 أن السنما هي أكثر الفنون أهمية بالنسبة للسوفييت وبناء على ذلك فقد قدم السوفييت الدعم المادي والتقني للعاملين في هذا الحقل مما مهد الطريق لظهور مخرجين مهمين جدا من أمثال أيزنشتاين وبودوفكين.
ظهور السينما الطلائعية حيث قدم الفنانون بالتعاون مع نوادي السنما أفلاماً طليعية تتماشى مع تطور الفنون الأخرى وتتاُثر بها فبعض هذه الأفلام كان قد تأثر بالفن التجريدي أوالفن السريالي أو الفن الدادائي. كارنيه ورونوار وفيغو وكافالكانتي هم من أشهر المخرجين الذين عملوا في السنما الطلائعية.
الأفلام الناطقة التي ازدهرت بشدة خاصة في أميريكا وألمانيا وفرنسا.
الرسوم المتحركة والت ديزني هو من أوجد هذا الأسلوب وبالطبع برع فيه.
أفلام ما بعد الحرب العالمية الثانية في هذه المرحلة لمع اسمي مخرجين كبيرين: المخرج روسيليني في فيلمه (روما مدينة مفتوحة) والمخرج فيسكونتي في فلم (الأرض تهتز) وقد قاما بإرساء قواعد (المدرسة الواقعية الجديدة) التي تعتمد على نقد الواقع.
هذا وقد ازدهرت الأفلام الأميركية ازدهاراً كبيراً كما حقق لورنس أوليفيه بصمة مميزة للسنما الإنكليزية أيضاً.

## عناصر تشكيل السينما
- السيناريو وحوار
- التصوير
- الديكور وهندسة المناظر
- المونتاج
- الإنتاج
- االمؤثرات السمعية
- المؤثرات البصرية
- موسيقى تصويرية
- التمثيل

## السينما العربية
- السينما المصرية
- السينما السعودية
- السينما الفلسطينية
- السينما الكويتية
- السينما البحرينية
- السينما السورية
- السينما العراقية
- السينما اللبنانية
- السينما الأردنية
- السينما الخليجية
- السينما التونسية
- السينما الجزائرية
- السينما المغربية
- السينما اليمنية
- السينما الليبية
- السينما السودانية

## اقرأ أيضاً
- أفيش
- تمثيل
- سنما السياسة
- إخراج
- تأليف وكتابة السيناريو والحوار
- مسرح
- فن
- نقد سنمائي
- إنتاج تلفزيوني
- وسائل الإعلام
- جائزة الأوسكار
- سنما نظيفة
- الفنون السبعة